# آلوین برگر
آلوین برگر (۲۸ اوت ۱۸۷۱–۲۰ آوریل ۱۹۳۱) گیاه‌شناس آلمانی بود که بیشتر به خاطر سهم خود در نامگذاری گیاهان گوشتی، به ویژه آگاوه‌ها و کاکتوسها‌ها شهرت داشت. وی در آلمان متولد شد و در باغ‌های گیاهان در درسدن و فرانکفورت کار می‌کرد. وی از سال ۱۸۹۷ تا ۱۹۱۴ سرپرست ویلای هانبری، باغ‌های گیاهان سر توماس هانبری بود. پس از کار در آلمان از ۱۹۱۴ تا ۱۹۱۹، برگر ۳ سال در ایالات متحده آمریکا تحصیل کرد. آلوین برگر، سالهای آخر خود را به عنوان مدیر گروه گیاه‌شناسی موزه تاریخ طبیعی، در اشتوتگارت گذراند.
اثر اصلی وی، کتابی است بنام آگاوه، که در سال ۱۹۱۵ منتشر شد، وی ۲۷۴ گونهٔ مختلف آگاوه را توصیف کرد که به ۳ زیرسرده، تقسیم شده‌اند. وی همچنین در سال ۱۹۲۵ سرده جدیدی از کاکتوس را معرفی کرد که در فارسی به آن میوه‌بلوطی می‌گویند. ضمن اینکه یک سرده گیاه از تیره علف‌فرشیان به احترام وی برگرانتوس نامگذاری شده‌است.